# Pau Luque
Pau Luque Sánchez (Barcelona, 1982) es profesor de la Universidad Nacional Autónoma de México (UNAM) y filósofo.

## Trayectoria
Pau Luque es profesor de Filosofía del Derecho en el Instituto de Investigaciones Filosóficas de la Universidad Nacional Autónoma de México (UNAM). Colabora asiduamente con el diario español El País.
En 2018 publicó La secesión, en los dominios del lobo (Catarata), un ensayo sobre el otoño independentista catalán de 2017, una sublevación de las autoridades autonómicas catalanas y del Parlamento de Cataluña con la Declaración unilateral de Independencia y la suspensión de la misma minutos después, hechos acaecidos el 27 de octubre de 2017.
En 2020 obtuvo el premio Anagrama de Ensayo con la obra Las cosas como son y otras fantasías. Moral, imaginación y arte narrativo. En palabras de Luque, “un alegato en favor de la imaginación y un elogio de la incertidumbre y la imperfección”.